# Théo Nanette
‌
Pas d'image ? Cliquez ici

a Compétitions nationales et continentales officielles uniquement.

Dernière mise à jour le 13 mars 2025.
Théo Nanette, né le 12 janvier 1993 à Paris, est un joueur français de rugby à XV. Il évolue principalement au poste de demi de mêlée.

## Biographie
Né à Paris et d'origine antillaise, Théo Nanette commence la pratique du rugby à XV à l'ASPTT Paris à l'âge de neuf ans puis il effectue un passage au PUC. Il intègre l'académie de l'ASM Clermont Auvergne en Crabos, avant d'intégrer son centre de formation pendant quatre saisons.
En 2014, il est champion de France espoirs avec l'ASM Clermont, en étant titulaire au poste de demi d'ouverture lors de la finale face à l'Aviron bayonnais,. 
La même année, il rejoint le Stade aurillacois durant l'été. Recruté pour jouer à l'ouverture, c'est finalement au poste de demi de mêlée qu'il se fixe. En 2015, il signe son premier contrat professionnel pour une durée de trois ans.
En 2018, il s'engage pour une saison avec le FC Grenoble,. L'année suivante, il signe une prolongation de contrat de deux saisons supplémentaires.
À partir de la saison 2021-2022, il rejoint le club de Provence Rugby mais quitte le club avec effet immédiat à partir de la fin mars 2022,. Il rejoint finalement Oyonnax Rugby jusqu'à la fin de saison.
En octobre 2022, Théo Nanette signe au Rouen Normandie Rugby.
En août 2023, après il rejoint l'Union Bordeaux Bègles en tant que joker médical de Yann Lesgourgues. Il quitte le club girondin en mars 2024, avec le retour de blessure de Lesgourgues.